# Balast (szybownictwo)

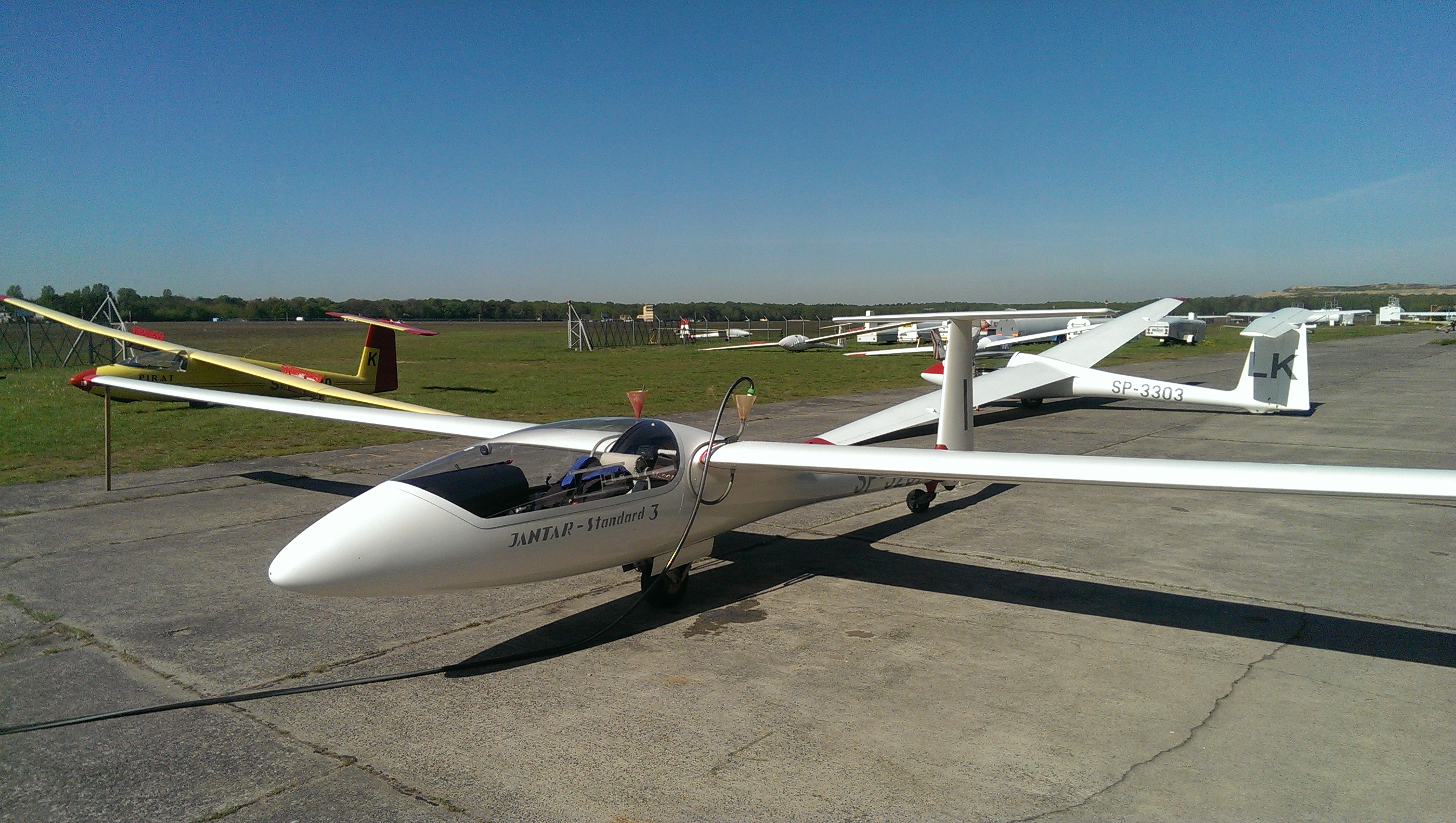
Napełnianie zbiorników balastowych szybowca Jantar Standard 3.

Balast wodny – rodzaj balastu wykorzystywanego w szybownictwie w celu zwiększenia osiągów szybowca. Działanie balastu polega na przesunięciu biegunowej prędkości szybowca ku zarówno większym prędkościom postępowym, jak i większym prędkościom opadania na całym zakresie, przy jednocześnie niezmienionym kącie szybowania.

## Mechanizm działania
Dzięki zwiększonej prędkości postępowej dla danego kąta szybowania, szybowiec, przy tej samej utracie wysokości, może osiągać dużo większe średnie prędkości przeskoku między kolejnymi obszarami noszeń. Jednocześnie jednak, ze względu na zwiększone opadanie własne, uzyskuje on mniejsze średnie prędkości wznoszenia podczas krążenia w kominie termicznym. W przypadku silnej termiki, korzyści ze zwiększonych prędkości przeskokowych są większe od strat związanych ze zwiększonym opadaniem w noszeniach i pilot szybowca może osiągnąć istotnie wyższą średnią prędkość przelotową na wyznaczonej trasie.

## Zrzut balastu

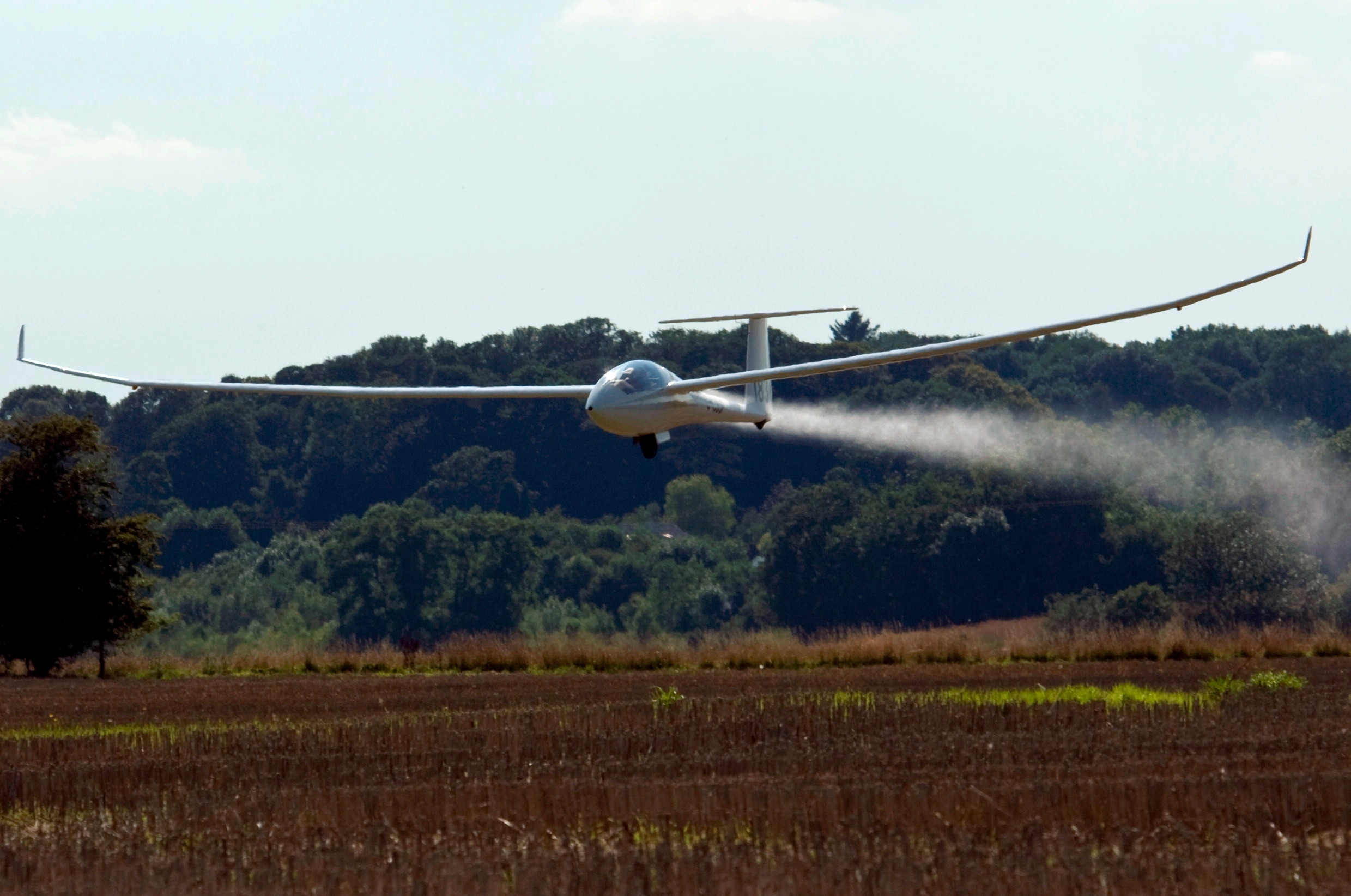
Szybowiec zrzucający balast wodny.

Jako że dodatkowy ciężar wydłuża dobieg szybowca, a jednocześnie zwiększa prawdopodobieństwo wykonania przez szybowiec, grożącego uszkodzeniem, gwałtownego obrotu wzdłuż osi pionowej (tzw. cyrkla) po położeniu skrzydła na dobiegu, zwykle zaleca się zrzucenie balastu przed lądowaniem.
Częściowego lub całkowitego zrzucenia balastu wodnego dokonuje się także w trakcie lotu, gdy słabnące warunki termiczne w powietrzu nie uzasadniają jego dalszego użycia.